# Mona Røkke
Mona Røkke (Geburtsname: Mona Scobie; * 3. März 1940 in Drammen, Buskerud; † 13. Juli 2013 in Tønsberg) war eine norwegische Politikerin der konservativen Høyre, die zwölf Jahre Mitglied des Storting sowie zwischen 1981 und 1985 Justiz- und Polizeiministerin in der Regierung Willoch war. Später war sie von 1989 bis 2010 Regierungspräsidentin (Fylkesmann) im Fylke Vestfold.

## Leben

### Juristin und Kommunalpolitikerin
Mona Scobie, deren Eltern Randal William Scobie und Aslaug Høyendahl als Manager tätig waren, begann nach dem Schulbesuch 1958 ein Studium der Rechtswissenschaften an der Universität Oslo, das sie 1963 mit dem akademischen Grad eines Candidatus juris (Cand.jur.) abschloss. Anschließend war sie zwischen 1964 und 1971 Handlungsreisende in Drammen und Oslo, ehe sie danach von 1971 und 1973 Polizeibeamtin in Drammen sowie zwischen 1973 und 1974 Justizbeamtin in Kongsberg war. Nach einer kurzen Tätigkeit als Rechtsanwältin in Drammen war sie von 1976 bis 1977 erneut im Polizeidienst.
Zu dieser Zeit begann sie ihre politische Laufbahn in der Kommunalpolitik und war von 1971 bis 1975 Mitglied in der Gemeindevertretung von Drammen und anschließend bis 1979 Mitglied im Gemeindevorstand. Als solche war sie von 1975 bis 1977 auch Vizevorsitzende des Bauausschusses sowie von 1976 bis 1979 Vizevorsitzende des Kulturausschusses.

### Engagement in der Frauenpolitik, Mitglied des Storting und Ministerin
Zugleich saß sie von 1974 bis 1975 dem Høyre-Frauenverband in Drammen vor, von 1976 bis 1979 dem Frauenverband im Fylke Buskerud. Von 1975 bis 1979 leitete sie den Politischen Ausschuss des Høyrekvinners Landsforbund, anschließend führte sie den Verband bis 1985 als Vorsitzende.
Bei der Parlamentswahl vom 12. September 1977 wurde sie als Kandidatin der Høyre erstmals in das Storting gewählt, ihr gelang die Wiederwahl im Fylke Buskerud bis 1989. In der Legislaturperiode 1977/81 saß sie im Justizausschuss. Daneben war sie von Januar 1979 bis Januar 1980 Mitglied der Delegation des Storting in der Parlamentarischen Versammlung der NATO und seit 1979 Vorsitzende des Arbeitskreises Recht der Høyre.
Am 14. Oktober 1981 wurde Mona Røkke von Ministerpräsident Kåre Willoch zur Justiz- und Polizeiministerin berufen und bekleidete dieses Ministeramt bis zu ihrer Ablösung am 4. Oktober 1985 durch ihre Parteifreundin Wenche Frogn Sellæg. In dieser Funktion leitete sie den interministeriellen Polarausschuss. Während dieser Zeit nahmen nacheinander Øivin Skappel Fjeldstad, Hallgrim Berg sowie Odd Kallerud als Vararepresentanten ihr Parlamentsmandat wahr. 1982 wurde sie mit der Olav V.-Jubiläumsmedaille ausgezeichnet.
Nach ihrem Ausscheiden aus der Regierung war sie von Oktober 1985 bis Mai 1986 Mitglied des Verteidigungsausschusses sowie anschließend zwischen Mai 1986 und September 1989 Mitglied des Sozialausschusses des Storting. Zuletzt gehörte sie zwischen Januar 1987 und September 1989 als Delegierte der Generalversammlung der Vereinten Nationen an.

### Fylkesmann des Fylke Vestfold und sonstige Ämter
Daneben war sie von 1986 bis 1987 zuerst Vizevorsitzende und danach von 1988 bis 1990 Vorsitzende der Høyre in Drammen. Des Weiteren war sie von 1986 bis 1988 Vizevorsitzende der Europäischen Bewegung International in Norwegen (Europabevegelsen i Norge) und danach zwischen 1988 und 1993 Vizevorsitzende der Norwegischen Krebsvereinigung (Den Norske Kreftforening).
Zwei Jahre vor ihrem Ausscheiden aus dem Storting wurde Mona Røkke im Oktober 1987 zur Regierungspräsidentin (Fylkesmann) im Fylke Vestfold ernannt und bekleidete diese Funktion von 1989 und bis zu ihrem Ruhestand im März 2010, ihr Nachfolger wurde Erling Lae. Für ihre langjährigen Verdienste verlieh ihr 2000 der Präsident der Republik Litauen, Valdas Adamkus, den Gediminas-Orden. 2005 wurde sie Kommandeurin des Sankt-Olav-Orden.
Zugleich wirkte sie zwischen 1989 und 1997 als Vizevorsitzende des Beirates des Norsk Folkemuseum sowie von 1990 bis 1991 als Vorsitzende des Ausschusses zur Stärkung des Rechtsschutzes für geistig behinderte Menschen. Des Weiteren fungierte sie von 1994 bis 2005 als Vorsitzende der Unternehmensversammlungen der Telefongesellschaft Telenor und von 1994 bis 1999 als Vizevorsitzende des Beirates der Staatlichen Landwirtschaftsbank (Statens Landbruksbank) sowie des Landwirtschaftlichen Entwicklungsfonds. Darüber hinaus war sie zwischen 1997 und 2005 sowohl Vorsitzende des Beirates für Rentiere als auch des Entwicklungsfonds für Rentiere.
Seit 2011 war Mona Røkke Vorsitzende des Fonds zur Wiedergutmachung für ehemalige Heimkinder in Vestfold.

## Persönliches
Mona Røkke war geschieden und hatte zwei erwachsene Kinder und vier Enkelkinder. Schon in jungen Jahren wurde bei ihr erstmals Krebs diagnostiziert. Ein zweites Mal 1986 während ihrer Zeit als Justizministerin und Storting-Abgeordnete, worauf sie fast ein Jahr krank war sowie teilweise ihre Arbeit unterbrechen musste. Ihre persönlichen Erfahrungen mit der Krebserkrankung und über ihre Zeit als Ministerin schrieb sie 1986 in der Autobiografie Ingen tid for tårer (dt.: Keine Zeit für Tränen) nieder.

## Veröffentlichungen
- Ingen tid for tårer, Autobiografie, Oslo 1986
- Norge i Europa: sikkerhetspolitiske utfordringer for 90-årene, 1988
- Tvang i nødsituasjoner, 1990
- Rettssikkerhet for mennesker med psykisk utviklingshemming, 1991